# 小川弘貫
 小川 弘貫 （おがわ こうかん、1905年12月26日 - 1974年4月10日）は、日本の曹洞宗の僧侶、駒澤大学教授、駒沢女子短期大学初代学長。専門は如来蔵思想。

## 略歴
- 1905年　佐賀県藤津郡鹿島村（現、鹿島市）の瑞田寺に生まれる
- 1918年　北鹿島村尋常小学校を卒業
- 1925年　鹿島中学校卒業
- 1927年　駒澤大学予科卒業
- 1930年　駒澤大学仏教学科卒業、大谷大学に内地留学
- 1931年　幹部候補生として近衛師団に入隊
- 1934年　駒沢高等女学校教諭に就任
- 1937年　駒澤大学講師に就任
- 1938年　広東省に出征
- 1949年　同大助教授に昇任
- 1950年　駒沢学園女子中学高等学校教頭に昇任
- 1954年　同大教授に昇任
- 1957年　学校法人駒澤学園理事長に就任
- 1961年　文学博士号を授与される
- 1965年　駒沢女子短期大学初代学長に就任
- 1974年　同短期大学入学式にて学長挨拶の直後に立ったまま亡くなる

## 著書
- 『中国如来蔵思想研究』（中山書房仏書林、1976年）
- 『圜悟心要講話　道元禅の要諦』（中山書房仏書林、1979年）
- 『唯識と道元禅の要諦』（中山書房仏書林、1986年）

### 博士論文
- 『如来蔵説の研究』（駒澤大学、1961年）

### 追悼集
- 『追慕小川弘貫先生』（駒沢学園、1974年）

### 論文
- CiNii>小川弘貫
- INBUDS>小川弘貫